# Potnia Theron

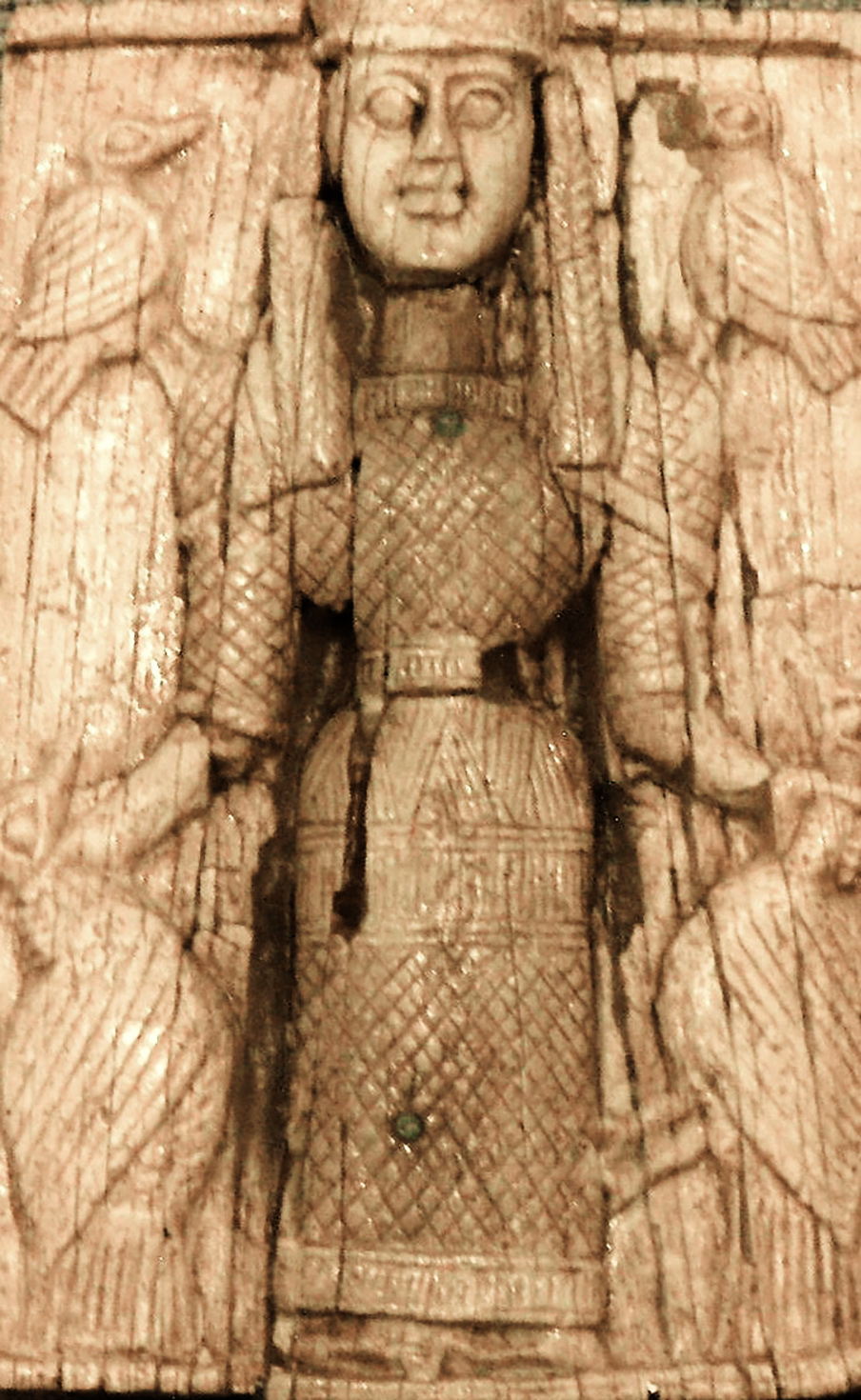
Plaque à reliefs, d'une fibule en bronze. Ivoire, 8 cm. Sparte, sanctuaire d'Artemis Orthia. Époque orientalisante, 660 AEC. Représentation de « Maîtresse des oiseaux », cette déesse méditerranéenne est distincte de la Пότνια θηρῶν. Musée national archéologique d'Athènes (A15502).

Dans la mythologie grecque, Potnia Therôn (en grec ancien Πότνια Θηρῶν / Pótnia Thêrỗn) désigne une divinité archaïque de la religion minoenne ou mycénienne. Ses origines remontent aux temps préhistoriques en Orient et ses caractéristiques ont été assimilées dans le polythéisme gréco-romain classique principalement par les déesses Artémis et Diane.
Par ailleurs, aux VIIIe – VIIe siècles A.C.N., on rencontre parfois la figure du Maître des animaux, présenté de manière semblable à la Maîtresse des animaux, frontalement et encadré par des animaux, des félins, par exemple en culture Syro-Hittite et aussi la main gauche sur la tête du félin qui semble collé à lui, dressé sur ses pattes arrière, comme sur l'ivoire de Delphes, identifié comme produit d'un atelier Phrygien, et peut-être comme élément du trône offert par le roi Midas au sanctuaire de Delphes,.

## Étymologie
Πότνια Θηρῶν / Pótnia Thêrỗn signifie « Maîtresse des fauves » ou « Maîtresse des animaux sauvages ». L'expression est attestée chez Homère et est, par la suite, souvent utilisée pour décrire les divinités féminines associés aux animaux sauvages.
Le mot potnia, « maîtresse » ou « dame », est un mot mycénien utilisé par le grec classique, qui est aussi attesté en sanscrit patnī, en latin avec la racine *pot, que l'on retrouve dans le verbe *potis-sum > possum: je peux ou potis, maître de, capable de.
Des tablettes écrites en linéaire B contiennent plusieurs occurrences du terme, notamment dans des tablettes retrouvées dans le palais de Nestor à Pylos, ou à Cnossos, sous la forme PO-TI-NI-JA, associée à un autre terme par exemple PO-TI-NI-JA  I-QE-JA, Potnia Hikkweia, c'est-à-dire, la maîtresse des chevaux.
Le mot grec ancien thêr, bête sauvage, est apparenté quant à lui au latin ferus, sauvage.

## Origines et évolutions de la figure religieuse
Une divinité de type Artémis, une « maîtresse des animaux », est supposée avoir existé dans la religion préhistorique, en orient, puis dans les religions minoennes et mycéniennes, quelques savants posant une relation de principe entre l'Artémis grecque et les déesses représentées par exemple dans l'art minoen : « Potnia Therôn est devenu une expression générique pour toute femme associée à des animaux ». Cette figure divine préhistorique associe la femme à la fécondité ou la sexualité, à la terre et à la nature, à l'initiation, aux animaux sauvages, à la puissance, à la mort, au danger pour les hommes.

### Femme assise de Çatalhöyük

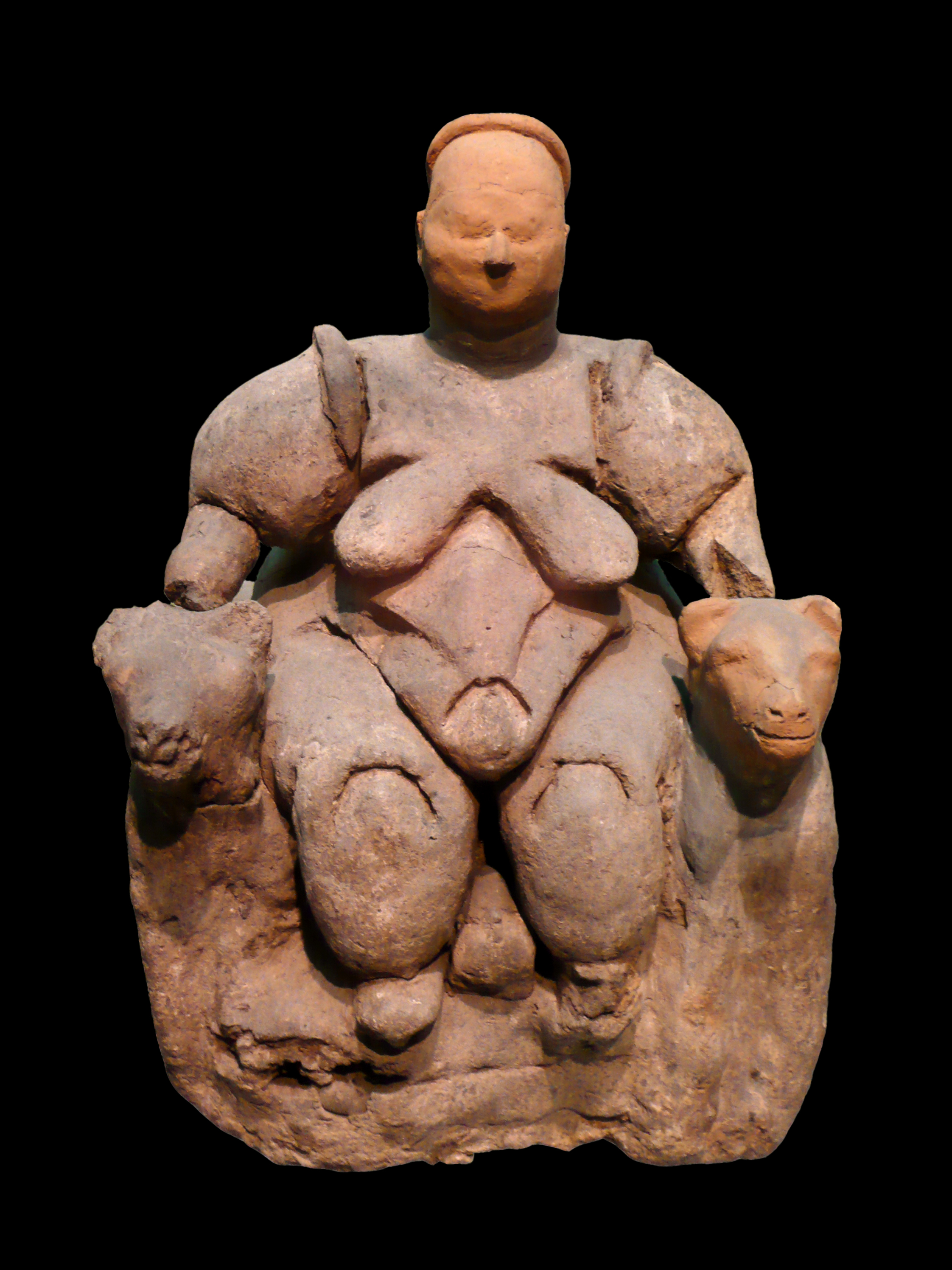
Femme assise de Çatalhöyük, 6000-5500 A.C.), Musée des civilisations anatoliennes, Ankara

Il s'agit d'une figure féminine assise, peut-être en train d'accoucher, la tête d'un bébé(?) apparaissant entre les jambes, deux fauves sur les côtés sur les échines desquels ses mains manquantes se posaient : elle a été découverte à Çatalhöyük en Anatolie centrale dans un silo à grain sur un site néolithique et date d'environ 6000 à 5500 A.C. Elle est en terre-cuite et mesure 13 cm.
C'est la plus ancienne représentation connue d'un être humain, en l'occurrence une femme, qui domine des animaux.
Elle a été découverte en 1958 par l’archéologue controversé James Mellaart qui en a proposé une interprétation religieuse, celle d’un culte rendu à une déesse de la Fécondité.

### Ishtar / Inanna

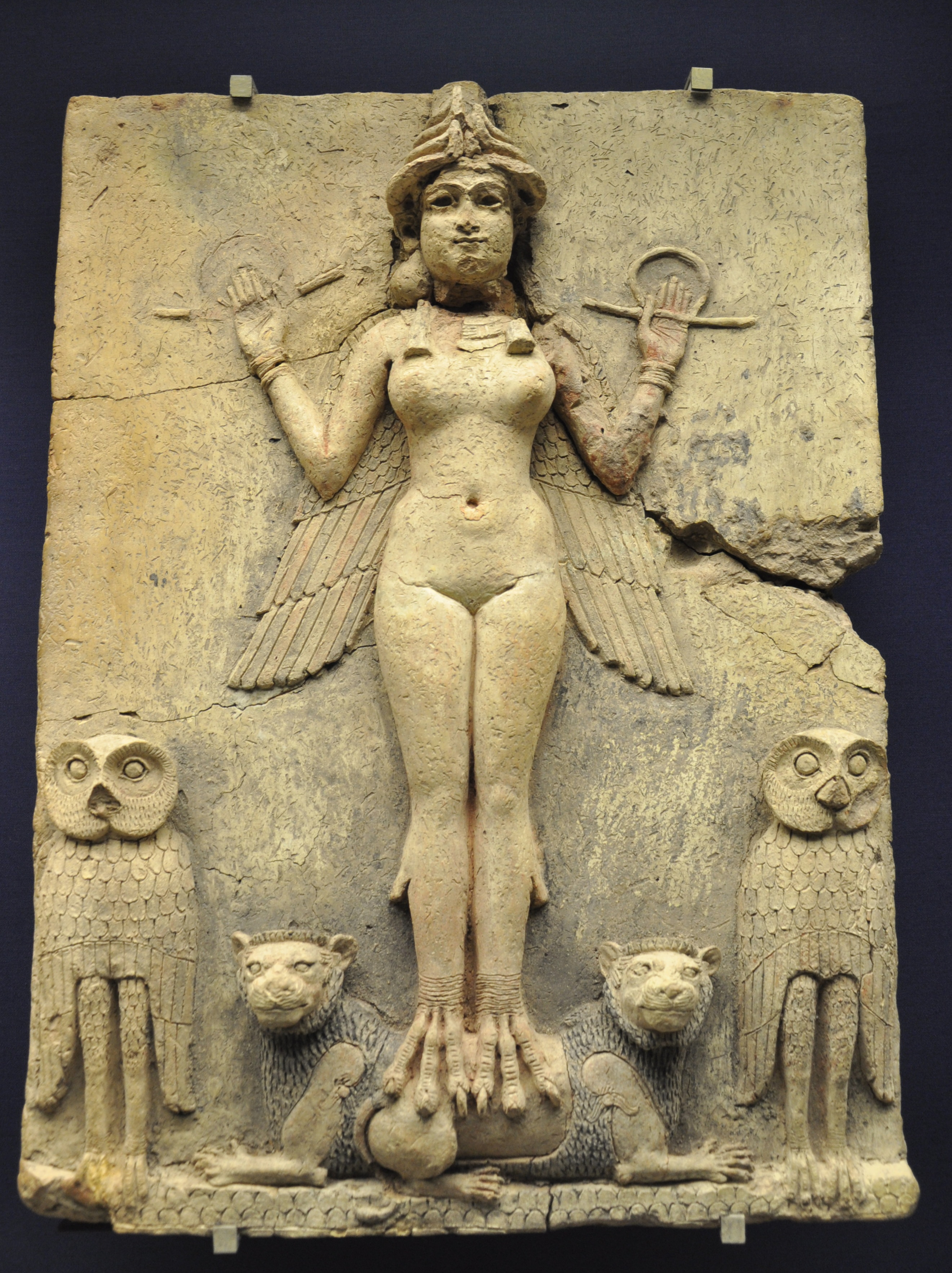
Haut-relief de terre cuite dite plaque Burney ou The Queen of the Night, représentant une déesse, Ishtar, Ereshkigal ou Lilith, ailée, aux pattes de rapace, maîtresse des lions, période paléo-babylonienne, entre 1792 et 1750 A.C., British Museum.

La déesse mésopotamienne Ishtar est une divinité aux fonctions multiples, incluant l'amour, la sexualité et l'initiation, dont l'animal attribut est le lion. Elle est parfois considérée comme déesse-mère ou nourrice des rois ou encore, une déesse de la nuit dont le symbole est une étoile.
Son mythe contient une Descente aux Enfers, et une querelle avec le héros de l’Épopée de Gilgamesh, qui refuse ses avances en lui rappelant le sort de ses amants précédents qu'il ne souhaite pas vivre à son tour :
Pas un de tes amours 

que tu aurais aimé toujours ! 

Pas un de tes favoris 

qui aurait échappé à tes pièges ! 

Viens là, que je te récite 

le triste sort de tes amoureux : 

Tammuz, le chéri de ton jeune âge, 

tu lui as assigné une déploration funèbre annuelle ! 

Le Rollier polychrome, tu l'as aimé : 

puis, tout à coup, tu l'as frappé 

et le voilà réfugié dans les bois 

et qui piaille : mes ailes!
Gilgamesh lui rappelle qu'elle a tué de fatigue un cheval ; qu'elle a métamorphosé un de ses amants, un berger qui l'honorait, en léopard, qu'ensuite ses propres chiens attaquent ; qu'elle a rendu impotent un jardinier gardien du verger de son père et qui la nomme « Ma mère ».

« Où donc est le cheval, à la fière allure ? Tu lui as mis le mors et la bride, tu l’as pressé de l’éperon, tant, qu’un jour, après avoir fourni une course de quatorze heures, altéré, brûlant de fièvre, il a succombé sous toi. [...] Qu’est-il advenu, dis-moi, du maître berger, l’un de tes fidèles adorateurs, qui, sans cesse, faisait fumer de l’encens et égorgeait des victimes en ton honneur. Eh bien, lui non plus, tu ne l’as pas épargné ! Tu l’as métamorphosé en léopard. A présent, ses propres gardiens le pourchassent, ses chiens s’acharnent sur lui et le mordent jusqu’au sang. Qu’est-il advenu, enfin, du jardinier, préposé à la garde du verger de ton père ? Plein d’attentions pour toi, chaque jour, il ornait ta table de présents choisis. Or, ayant levé les yeux sur lui, tu te pris à le convoiter. Tu vins droit à lui, tu lui tins des discours déshonnêtes : « Allons, mon jardinier chéri, goûtons, veux-tu, des fruits de ton verger ; toi, cependant, fais main basse sur nos trésors. » Et le jardinier de te répondre : « Que me demandes-tu là ? Ma mère, ne fais point d’apprêts. Je ne toucherai pas à tes mets empoisonnés, car je le sais, qui les effleure seulement, est, bientôt, en proie à une fièvre mortelle. » Alors, toi, irritée de son refus, tu l’as frappé, tu l’as rendu infirme. Maintenant, cloué sur son lit de repos, il ne peut ni monter, ni descendre, il ne peut plus bouger... Et tu oses encore, après cela, impudente, me faire des propositions ! Tiens, tu m’aimes moi, comme tu as aimé tous les autres, pour me perdre ! »

Elle tente de se venger de cet affront en manipulant son père Anu qui envoie contre Gilgamesh le taureau céleste.
- La déesse grecque Aphrodite, perçue dès l'antiquité comme étant d'origine sémitique et phénicienne[17], a repris certaines de ses caractéristiques.

- Les sirènes homériques, contre lesquelles une Potnia Therôn, Circé, met en garde Ulysse, sont des oiseaux aux têtes de femmes, séductrices, promettant le savoir[18], mais qui tuent les hommes qui répondent à leurs appels, desquels les ossements sont visibles sur leur île[19], et qui vivent sur une prairie semée de fleurs[20]. Elles se rapprochent physiquement de la Plaque Burney, et elles décorent parfois les stèles funéraires. Elles sont issues d'une tradition orientale[21] assimilée au panthéon grec et jouent un rôle dans les rites initiatiques[22]. L'étymologie de leur nom se rattache à une racine *ser/sor, qui signifie lien, attache, corde, entrelac[23] et est commune au latin sors, sortis : le fil du destin, le sort, la mort.

- Les stryges[24] latines, mentionnées depuis Plaute[25], mi-femmes, mi-rapaces, ressemblent physiquement aux sirènes[26], allaitent des nourrissons, mais leur font du mal en même temps, et Pline l'Ancien met en évidence le caractère imaginaire d'un tel oiseau, le seul animal vivipare qu'il connaisse étant la chauve-souris[27]. Antoninus Liberalis, compilateur de mythes, raconte dans ses Métamorphoses que la stryge est à l'origine Polyphonte, une suivante d'Artémis, tombée amoureuse d'un ours et ayant donné naissance à des enfants-ours, Agrios et Orios. Ovide précise que les stryges peuvent être de vieilles sorcières qui ont changé d'apparence, comme plus tard chez Apulée avec le personnage de Pamphile. Elles sont associées à la mort et au destin dans l'Hercule Furieux de Sénèque[28] et participent de la punition des Aloades aux Enfers.

### Grande déesse minoenne

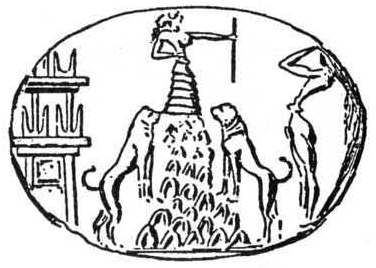
Empreinte d'un sceau de Cnossos découvert par Arthur John Evans. Représentation de la Grande Déesse Minoenne, en Potnia Therôn, son sceptre en main, au sommet d'une montagne, devant un sanctuaire ou un palais, en présence de son parèdre ou du dédicant, en position de recul car aveuglé.

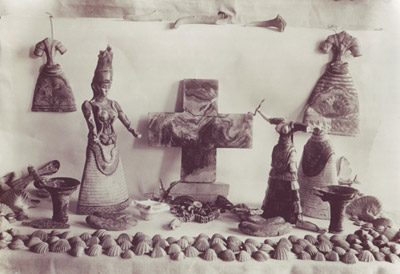
Photo du sanctuaire domestique reconstitué tel qu'il a été découvert par Arthur John Evans, sous le sol du palais de la colline de Kephala, en 1903, y compris les figurines en faïence de déesses aux serpents dans leur état d'origine, entourées de coquillages, vers 1600 A.C., Cnossos.

Arthur John Evans estime que la principale figure religieuse minoenne, qu'il appelle la grande déesse minoenne, descend des figurines féminines néolithiques.
Sa poitrine est mise en valeur. Elle serait une personnification de la nature, fécondée tous les ans par un parèdre masculin, lequel mourrait et renaîtrait chaque année. C'est une divinité chthonienne (χθών, khthốn, la terre en grec ancien).
Les lieux de culte sont les sommets des montagnes, les grottes et les cavernes, les sanctuaires domestiques.
Plusieurs de ses représentations l'associent à des animaux qu'elle domine.
Étymologiquement, la déesse aux serpents, A-sa-sa-ra en linéaire A, serait peut-être apparenté au hittite išhaššara, « maîtresse ».
- La déesse des accouchements, Ilithyie, que connaît Homère, honorée dans une grotte, ou Britomartis, appelée aussi Dictynna, honorée sur le mont Dicté sont des avatars de cette figure.

### Cybèle

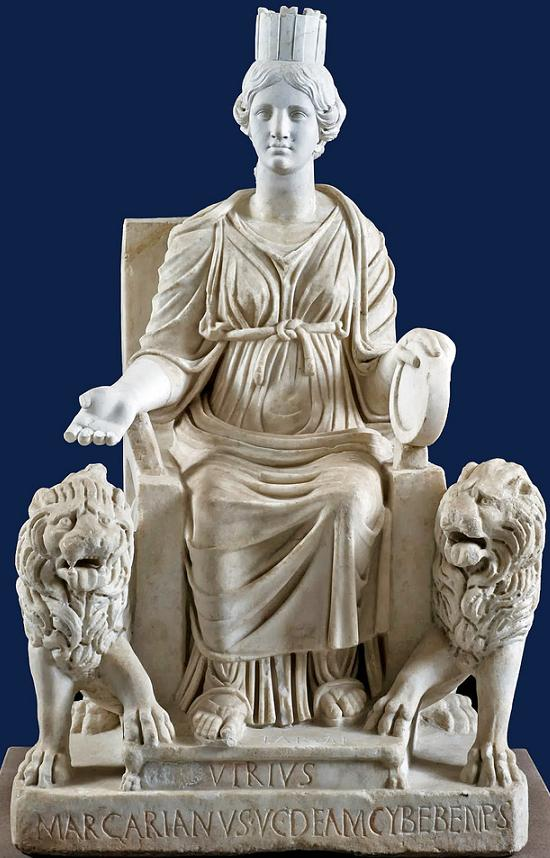
Cybèbè (id est: Cybèle), maîtresse des fauves, découverte dans le Latium,, art hellénistique, Musée archéologique de Naples. Traduction de l'inscription : "Virius Marcarianus, à la très bonne réputation, pour la déesse Cybèbè a fait déposer (ou : a payé de son argent)."

Cybèle est une déesse phrygienne honorée d'abord en montagne sur le mont Dindymon au centre en Turquie. C'est une Déesse mère pourvoyeuse d'abondance représentée parfois en Potnia therôn, honorée d'un culte à mystères.
Son mythe, que ce soit dans sa version lydienne ou gréco-romaine, contient des éléments liés à l'animalité: elle fut élevée par des fauves, elle a métamorphosé Atalante et Hippomène en lions.
Son parèdre, Attis, est émasculé, à cause de la jalousie de Cybèle à son endroit, et ses prêtres, les galles, étaient eunuques.
Dans les Argonautiques, Jason, pour obtenir la faveur de la déesse, appelée Rhéa dans le texte, lui fait un sacrifice:

« Aussitôt les plus jeunes font sortir des étables les bœufs nécessaires pour le sacrifice et les conduisent sur la montagne. Les autres [...] montent ensuite sur le sommet du Dindyme. [...] Au milieu des arbres qui couronnaient cette montagne, un vieux cep de vigne était parvenu à une grosseur prodigieuse : on le coupa pour en faire un simulacre consacré à la déesse. Argus le tailla d'une main habile et le plaça sur une cime escarpée au pied des chênes élevés qui le recouvraient de leurs sommets. On ramassa ensuite des pierres pour dresser l'autel, on se couronna de feuilles de chêne, et on offrit le sacrifice en invoquant l'auguste mère des dieux, déesse du Dindyme, et habitante de la Phrygie. [...] Jason versant des libations sur les victimes enflammées, suppliait ardemment la déesse d'apaiser la fureur des vents. Ses compagnons, revêtus de leurs armes, dansaient autour de l'autel en frappant de toutes leurs forces leurs boucliers de leurs épées. Orphée l'avait ainsi commandé pour écarter du sacrifice les tristes gémissements des Dolions, qui pleuraient sans cesse leur roi, et c'est de là que les Phrygiens ont conservé l'usage d'invoquer Rhéa [Cybèle] au son du rhombe et des tambours.
La déesse écouta les vœux qu'on lui adressait, et sa faveur se manifesta par des signes éclatants. Les arbres se couvrirent subitement de fruits, la terre fit éclore sous les pas des héros des fleurs sans nombre, les bêtes sauvages, quittant leurs cavernes, s'approchèrent d'eux en les caressant de leurs queues, et, par un prodige encore plus étonnant, le Dindyme, qu'aucune fontaine n'avait arrosé jusqu'à ce jour, vit tout à coup jaillir de son sommet aride une source abondante, que les habitants des contrées voisines appellent encore la fontaine de Jason. Le sacrifice fut suivi d'un festin, pendant lequel la montagne des ours retentit de chants en l'honneur de Rhéa [Cybèle] la très puissante,. »

- Les sibylles sont quant à elles associées à la divination, aux grottes, aux enfers. L'étymologie du nom et son lien avec Cybèle est discutée[33],[34],[35]. Pour Pausanias le Périégète, la sibylle d'Érythrée est idéenne[36], c'est-à-dire, associée comme Cybèle au mont mont Ida de Troade.

### Circé

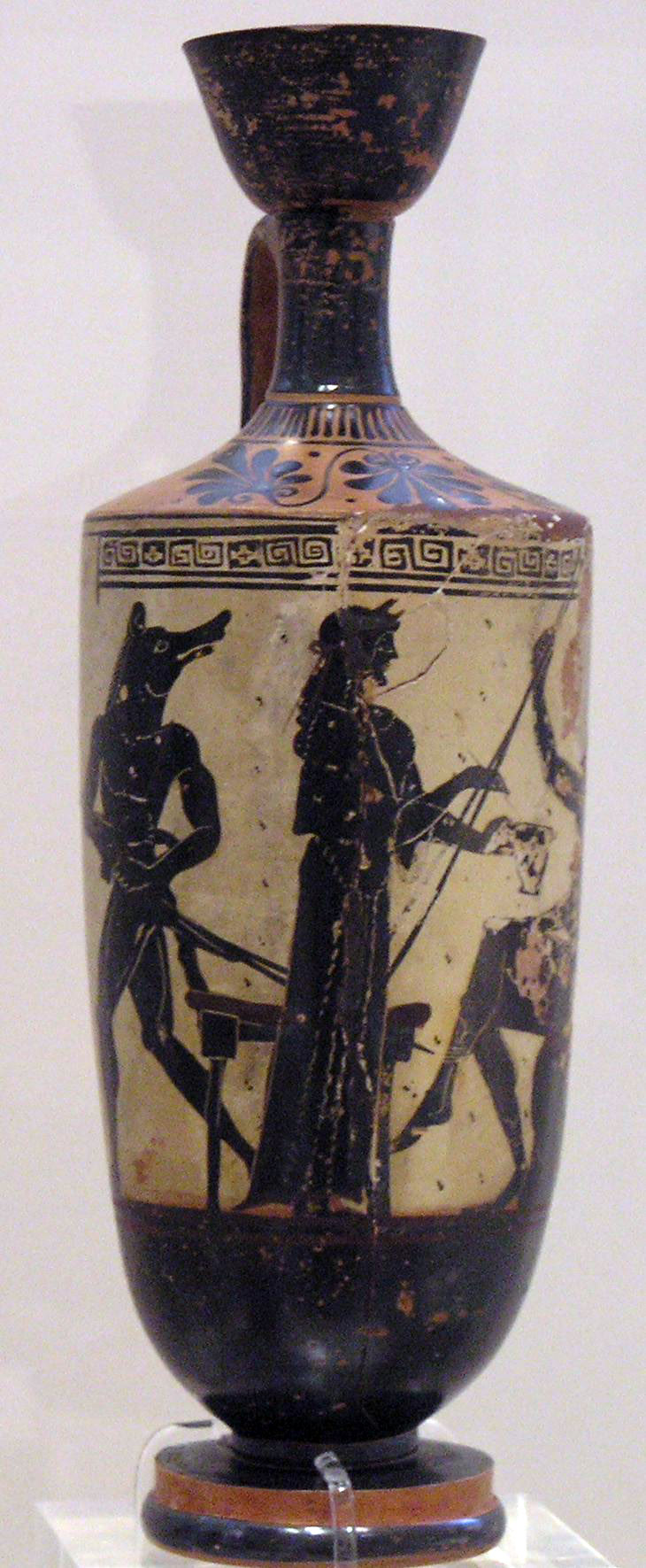
Circé offrant une coupe à Ulysse, v. 490-480 av. J.-C., Musée national archéologique d'Athènes.

De nombreux éléments font de Circé une potnia therôn.
Elle est appelée δῖα θεάων, déesse des déesses, δεινὴ θεὸς, terrible déesse, ou πότνια Κίρκη, maîtresse ou dame Circé par Homère. Elle y est fille du Soleil. L'étymologie de son nom est en lien avec le rapace. Son île possède des grottes et abrite un cerf d'une grandeur extraordinaire, un δεινοῖο πελώρου, un terrible monstre, qu'Ulysse abat alors qu'il s'abreuve à une source. Elle vit au milieu d'un bois, entourée d'animaux sauvages apprivoisés par des φάρμακα λύγρ᾽, des drogues funestes, des lions, λέοντες, et des loups, λύκοι. De la fumée sort de la terre: ἀπὸ χθονὸς. Sa voix est attirante. Elle possède un trône sur lequel elle fait asseoir Ulysse.
Elle métamorphose les compagnons d'Ulysse, qui ont mangé le cerf, en porcs conscients de leur état, à l'aide d'un pharmakon et d'une baguette. Elle essaie de s'en prendre à la virilité de ce dernier, à qui elle propose sa couche mais Ulysse, prémuni contre les charmes de Circé grâce à un antidote donné par Hermès et à ses conseils, obtient de la déesse qu'elle abandonne ses funestes projets, et elle reconnaît en lui le héros l'homme dont Hermès lui avait prédit la venue.
Après que Circé a enduit les compagnons d'Ulysse d'un autre baume, qui a fait tomber les soies qui couvraient leurs membres, Ulysse et ses compagnons, que leur métamorphose en porcs âgés de neuf ans a rajeunis, embellis et agrandis, vivent ensuite dans l'abondance avec elle. Quatre nymphes la servent, filles des forêts, des fontaines et des fleuves. Au bout d'un an, Ulysse en position de suppliant, prie Circé de les laisser repartir. Elle initie Ulysse, que ce projet terrifie, à la consultation des morts et le prévient des dangers à venir. C'est chez elle que meurt dans un accident ignoré de tous Elpénor qui tombe du toit du palais de Circé, enivré de son vin et à qui Ulysse fait rendre les honneurs funèbres.
Elle appelle Ulysse et ses compagnons, revenus des Enfers, les δισθανέες, les deux fois mortels, puisque, revenus vivants des Enfers, ils auront à y retourner.
Apollonios de Rhodes raconte que dans son pays d'origine, la Colchide, il est interdit aux hommes d'être inhumés en terre, seules les femmes y ont droit.

« Aussitôt ils s'élancèrent hors du vaisseau, et marchant au milieu des joncs et de l'eau, ils gagnèrent le rivage et arrivèrent dans une plaine qui porte le nom de Circé. Elle était couverte de saules et de tamarins, auxquels étaient suspendus par des chaînes des cadavres sans nombre. Telle est la coutume des habitants de la Colchide. Ils regardent comme un crime abominable de brûler les corps des hommes, et il n'est pas permis de les couvrir de terre. On les enferme dans des peaux de bœuf qui n'ont point été préparées. On les attache à des arbres et on les laisse ainsi suspendus loin de la ville. Cependant la terre ne perd pas pour cela ses droits, mais les femmes seules sont déposées dans son sein »

Dans son île, elle est occupée à se purifier dans la mer d'un songe, entourée de monstres mi-humains, mi-bêtes, quand arrivent Jason et Médée, sa nièce, en suppliants. Elle les purifie du crime qu'ils ont commis en Colchide mais elle les chasse quand elle en apprend la gravité.
Ovide raconte qu'en plus de sa science des drogues, elle peut marcher sur l'eau, que, fâchée contre la nymphe Scylla, qui avait les faveurs de Glaucus que Circé convoitait, elle la métamorphose en monstre marin. Elle métamorphose également en pic-vert le roi Picus qui chassait car il refuse ses avances.
- Angitia, la déesse des Marses, peuple réputé dans l'Antiquité pour ses connaissances en magie et en sorcellerie, a des caractéristiques de déesse-mère potnia therôn, en tant que déesse des serpents, et est liée aux personnages de Médée et Circé par sa généalogie supposée et ses pratiques. Elle est représentée sur un trône fleuri. Un de ses sanctuaires, le Lucus Angitiae était situé dans les montagnes boisées des Abruzzes.

### Artémis

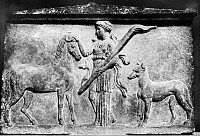
Relief votif en marbre offert par le propriétaire d'une jument, représentant Artémis ou Hécate phosphoros, porteuse de torche, couronnant de fleur la jument sans doute victorieuse lors d'une course, accompagnée d'un chien, découverte à Crannon, Thessalie, vers 400 A.C., British Museum

Chez Homère, Potnia Therôn désigne Artémis, et Walter Burkert décrit cette mention comme « une formule bien établie ». Eschyle l'appelle dame des montagnes sauvages.
Son nom, écrit parfois Arktemis, dérive d'une racine *arkt- qui le rapproche du mot ἄρκτος / árktos, l'ours, et son culte semble lié à cet animal, notamment dans son sanctuaire de Brauron.
Agamemnon suscite sa colère en tuant un cerf ou une biche et elle supprime les vents qui devaient emporter ses navires vers Troie. Elle se métamorphose en cerf pour que les Aloades s'entretuent en la visant. Elle métamorphose Actéon en cerf pour qu'il soit dévoré par ses propres chiens. Hippolyte, le fils de Thésée, dont le nom signifie cheval délié, ou cheval sans bride est un de ses plus fervents fidèles, au point qu'il délaisse ses devoirs envers l'amour. Il meurt tué par ses chevaux.
Pierre Grimal rappelle que dans son sanctuaire d'Éphèse, le plus célèbre d'entre eux, elle avait assimilé une ancienne déesse asiatique de la fécondité et qu'elle passait enfin pour la déesse protectrice des Amazones, comme elle guerrières, chasseresses et indépendantes du joug des hommes.

D'après Pausanias le Périégète, elle est associée, dans le Péloponnèse, en Arcadie, au culte à mystères d'une déesse appelée Δεσποίνη, despoinè, assise sur un trône avec Déméter, et qu'on honorait entre autres par des offrandes de fruits. La statue d'Artémis est située à gauche du trône : 

« Artémis est debout à côté du trône [...] ; elle est ceinte d'une peau de cerf avec son carquois sur les épaules, elle tient une torche d'une main, et deux serpents de l'autre ; auprès d'elle sont couchés des chiens de l'espèce qu'on emploie pour la chasse. »

 Artémis y est considérée comme fille de Déméter.
En plus d'être potnia therôn, Artémis est affublée d'autres épithètes qui rappellent ses liens avec la déesse-mère néolithique d'origine orientale:
- Ἡγημόνη / Hêgêmónê: conductrice.
- κουροτρόφος / kourotróphos : nourricière et initiatrice.
- Agrotéra : sauvage.
- ékèbolos ou ékatèbolos : qui tue de loin. Sa dangerosité pour l'homme se donne à voir dans les mythes d'Orion, d'Actéon ou des Aloades, ainsi que dans les caractéristiques des cultes qui lui sont rendus à Sparte et en Tauride.
- Locheia : accoucheuse.
- phosphoros : éclaireuse, notamment aux enfers.

Un de ses symboles est le croissant de lune.
Artémis est considérée comme la déesse des esclaves à Chéronée en Béotie et est associée à des rituels d'affranchissement en Phrygie et en Macédoine.
- La déesse Hécate, qui a pour animal attribut le chien, a des caractéristiques identiques à celles d'Artémis au point d'être souvent confondue avec elle[70], avant de se spécialiser comme divinité souterraine dans sa qualité de déesse triple[71].
- La déesse gauloise ou helvète Artio dont le nom signifie ourse serait l'équivalente d'Artémis dans le monde celte.

### Diane

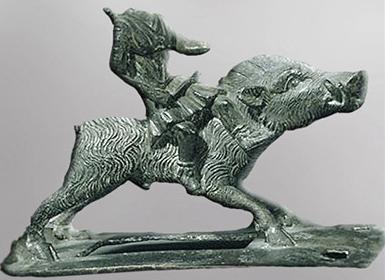
Enseigne militaire en bronze incomplète représentant Diane, son carquois, sa tunique retroussée, assise en amazone sur un sanglier mâle au galop, découverte dans le Jura, époque impériale romaine,, musée d'Archéologie nationale de Saint-Germain-en-Laye.

La déesse Diane dans ses aspects les plus archaïques comporte, avant même son assimilation à Artémis, des traits caractéristiques de l'ancienne déesse-mère Potnia therôn. L'étymologie de son nom en fait une déesse liée à la lumière de la nuit ou du jour. Son culte, celle d'une divinité de la nature, se pratique dans les montagnes et dans les bois, notamment en Campanie sur le mont Tifata ou dans le sanctuaire fédéral d'Aricie où Virbius, réincarnation d'Hippolyte, est son parèdre. Ovide précise certains éléments du culte de la Diane aricine:
Instruis-moi, nymphe [Egérie] préposée au bois et au lac de Diane ;

   nymphe, épouse de Numa, viens expliquer ce que tu fais.

 Dans la vallée d'Aricie, se trouve un lac, entouré

   d'une forêt touffue, et consacré par un culte ancien.

Hippolyte s'y cache, mis en pièces par les brides de ses chevaux ;

   c'est pourquoi nul cheval ne pénètre dans ce bois.

Des fils pendent comme des voiles le long des haies,

   où sont posés de nombreux ex-voto à la déesse bienfaisante.

Souvent, forte d'un vœu exaucé, le front ceint d'une couronne,

   une femme y apporte de la Ville des flambeaux allumés.

La royauté revient aux mains vigoureuses et aux pieds agiles,

   et puis le roi, à son tour, périt selon l'exemple qu'il a donné.
Les ex-voto qu'apportent les femmes phosphoros, porteuses de torches, sont liées à la fertilité et à la maternité. Raymond Bloch indique que « Quantité d'ex-voto ont été découverts dans sa favissa représentant des bébés emmaillotés, des mères avec leurs nourrissons, et, à sa fête, aux Ides d'août, les femmes se rendaient dans son bois, en procession, pour la remercier des services rendus ».
Un des temples consacrés à Diane à Rome, celui situé sur le Vicus Patricius, était interdit aux hommes. Plutarque rapporte que cette exclusion était due à une tentative de viol sur une sacrifiante commise par un homme qui a été tué et déchiré par les chiens de la déesse.
Son temple sur l'Aventin était particulièrement honoré par les femmes, les esclaves et les affranchis et elle y protégeait également les associés qui s'entraidaient pour organiser les funérailles.
- Arduinna, déesse celte protectrice de la forêt des Ardennes et dont le nom vient d'une racine celte signifiant haut/hauteur, fut assimilée à Diane dans le monde gallo-romain. Leur proximité est grande: la chasse, les montagnes, la faune, leur lien avec la déesse mère néolithique et orientale et son culte à mystères.

### Feronia

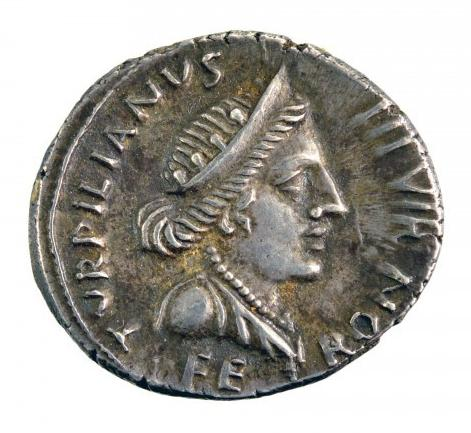
Denier en argent frappé sous Auguste par Petronius Turpillianus avec le buste de profil de la déesse Feronia couronnée d'un diadème, habillée d'un drapé, un collier autour du cou. Inscription: TURPILLIANUS III VIR FE RON

Feronia est une déesse sabine. D'après Georges Dumézil, pour qui son correspondant dans la religion védique est Rudra, le maître des animaux, le nom de Fērōnǐa est issu d'un adjectif *fēro-, dialectal ou sabin, apparenté au latin ferus, sauvage. "Elle est chargée, écrit-il, de mettre à disposition de l'homme les bonnes, de neutraliser les mauvaises puissances des terres ferae", c'est-à-dire sauvages. C'est une déesse chargée de préserver le caractère sauvage de ses lieux de culte, tout en étant bienveillante envers leur voisinage. Denys d'Halicarnasse indique qu'on lui donne parfois l'épithète d'Anthéphore (porte-fleur), de Philostéphane (qui aime les couronnes) et qu'on la rapproche de Perséphone.
Son oiseau, le pic-vert de Feronia, avait une fonction oraculaire.
Ses principaux sanctuaires se trouvaient à Terracine, dont la plage est dominée par le mont Circé où la déesse magicienne était censée avoir accueilli Ulysse, mais aussi à Capène, et à Trebula Mutuesca, en Sabine. Ils sont situés au milieu de forêts, de bois sacrés, les lucus, comme le lucus Feroniae à Capène, ou dans des montagnes, près de sources. Deux légendes antiques confirment que la déesse voulait cet isolement: elle reverdit un bois sacré brûlé pour indiquer qu'elle ne souhaite pas qu'on l'en enlève, et elle foudroie les tours de défense qu'on voulait construire de Terracine à son sanctuaire pour la protéger. Denys d'Halicarnasse rapporte la légende sabine selon laquelle le sanctuaire de Féronia à Terracine aurait été fondé par des Lacédémoniens en fuite contre la sévérité abusive des lois de Sparte.
Les ex voto qui lui sont dédiés représentant des parties du corps, retrouvés à Capène, montrent qu'elle présidait à la santé, d'autres, en forme de bébé emmaillotés, qu'elle présidait aux naissances. Elle est désignée comme dea agrorum, déesse des champs ou agreste, présidait à leur fertilité et à leur abondance, et on lui apportait les prémices des récoltes et des cueillettes. Une foire importante où les producteurs vendaient leurs récoltes se tenait sous son patronage.
Elle présidait à l'affranchissement des esclaves, dont Dumézil rappelle qu'il est considéré à Rome comme un passage symbolique de la mort à la vie, de l'animalité à l'humanité. D'après Servius cité par Dumézil, à Terracine, un siège de pierre où devaient s'asseoir, tête rasée, les futurs affranchis portait l'inscription bene meriti serui sedeant surgant liberi: Que s'assoient les esclaves bien méritants, qu'ils se relèvent affranchis.
Selon Virgile, Féronia donne trois âmes à son fils, le roi guerrier Hérulus, que ce pouvoir oblige à tuer trois fois pour qu'il meure.
Le parèdre de Feronia sur le mont Soracte est le dieu sauvage Soranus Pater, dont les prêtres, les Hirpi Sorani, les loups de Soranus, étaient réputés capables de marcher sur des braises sans se blesser. Une légende rapporte qu'une grotte fumante située sur le mont y a tué des paysans à la recherche de loups voleurs d'offrandes.
- Au XIXe siècle, Feronia est crainte en Toscane comme un fantôme de sorcière errante qui hante les campagnes et les marchés, demandant l'aumône, punissant les riches paysans avares de leurs dons en s'en prenant à leurs enfants et à leur bétail, mais récompensant pendant la nuit par des dons et de l'abondance les pauvres s'étant sacrifiés pour elle[90].

### Variantes

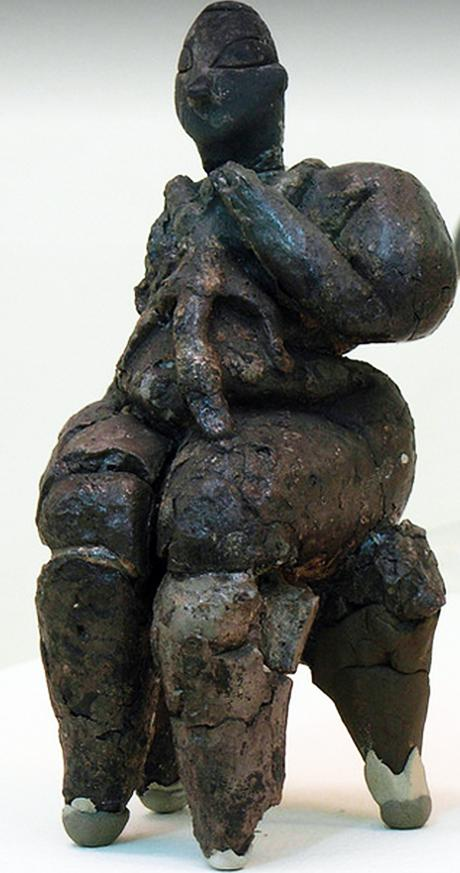
Déesse maîtresse des léopards, tenant un petit léopard sur sa poitrine, assise sur un léopard, terre crue, découverte dans une maison d'Hacılar, art néolithique, 5600 A.C., 13 cm, musée des civilisations anatoliennes, Ankara, Turquie.
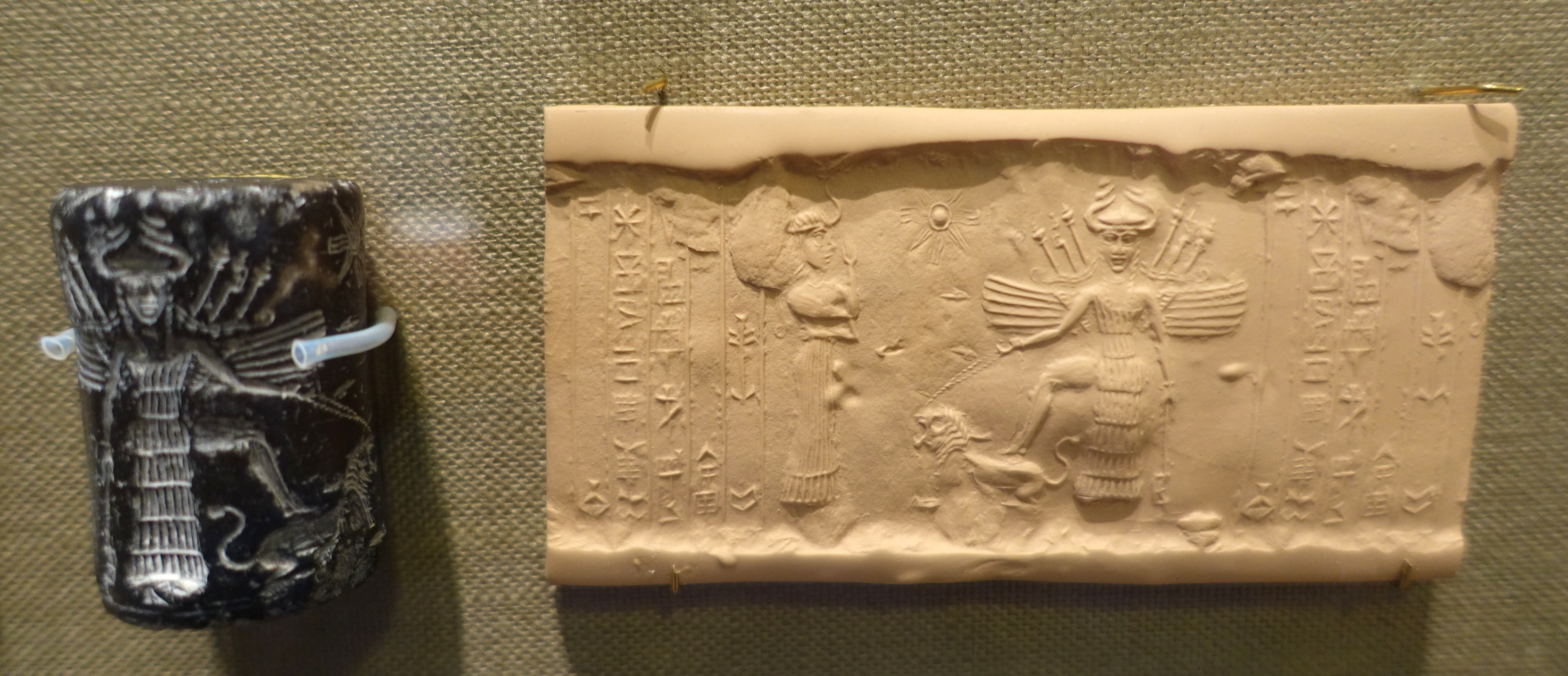
Sceau-cylindre en pierre, avec son empreinte, de la période d'Akkad, figurant au centre la déesse Ishtar/Inanna[91] ailée, armée, accompagnée de ses attributs, un lion rugissant qu'elle tient en laisse et l'étoile à huit branches, Ninshubur lui rendant hommage, 2330-2150 A.C., Musée de l'Oriental Institute de Chicago.
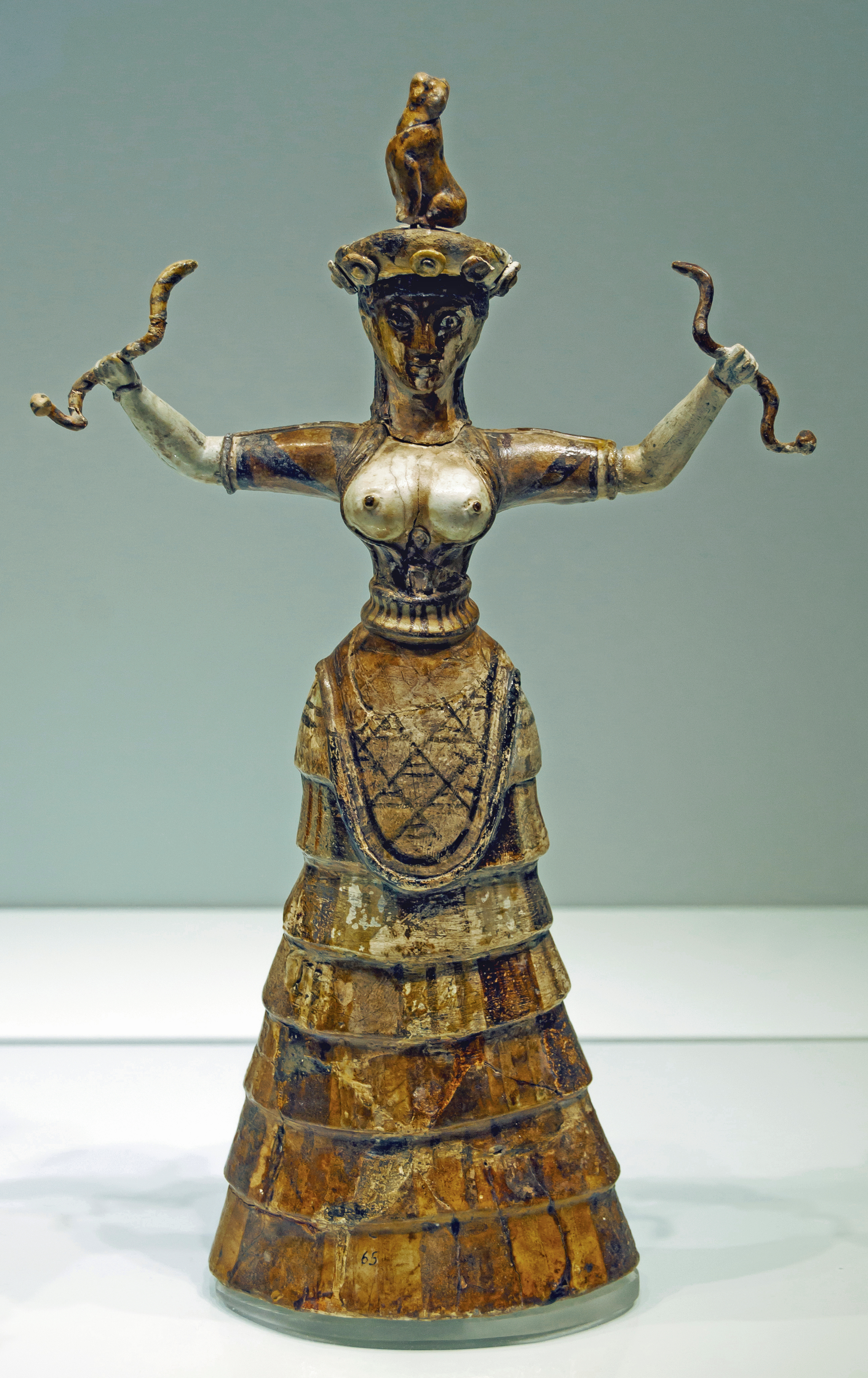
Figurine en faïence de déesse maîtresse des serpents, en partie restaurée, originaire de Cnossos, vers 1600 A.C., Musée archéologique d'Héraklion.
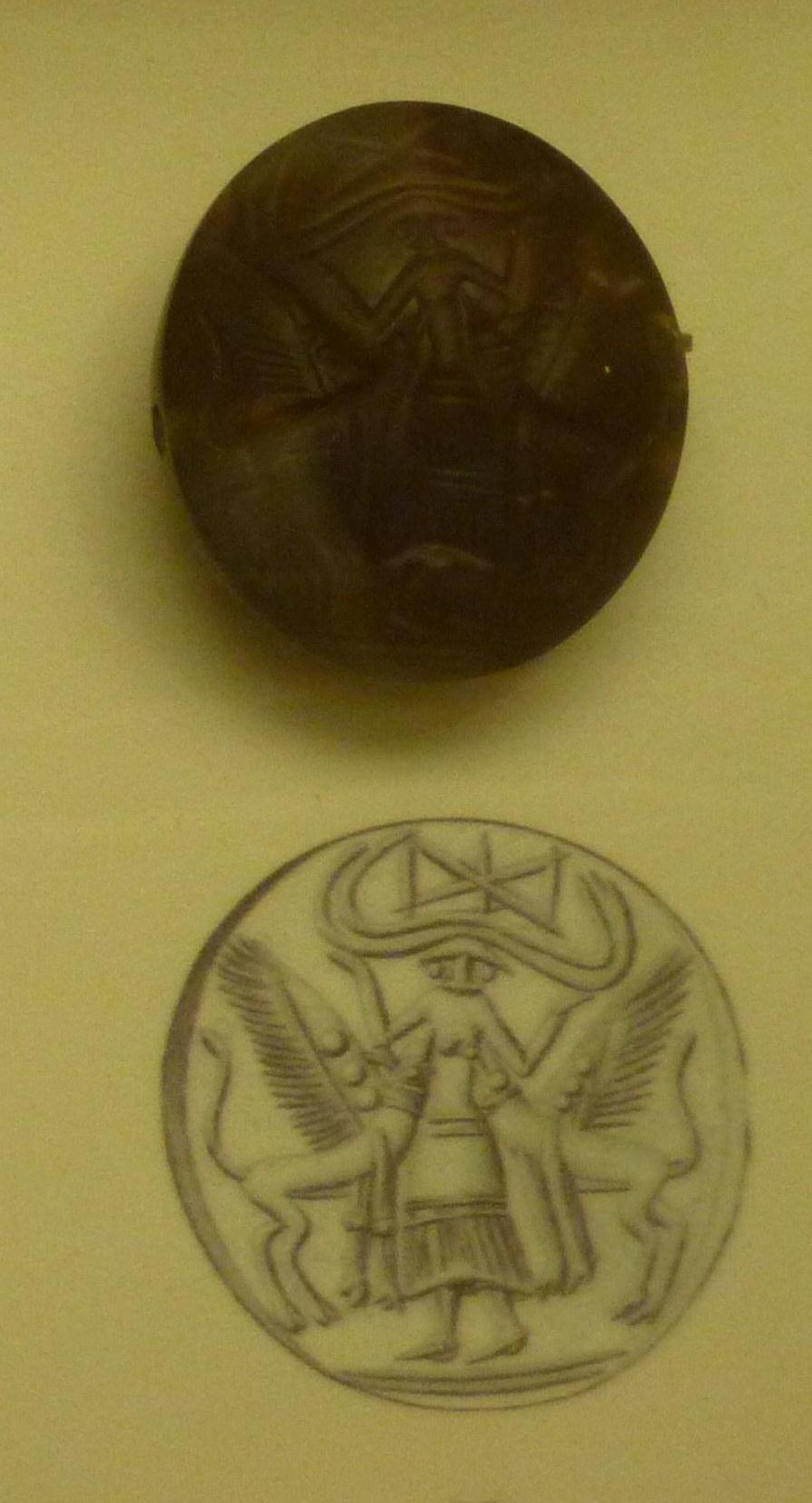
Sceau en onyx représentant une déesse maîtresse des griffons, Cnossos, Période néopalatiale, 1450 A.C.
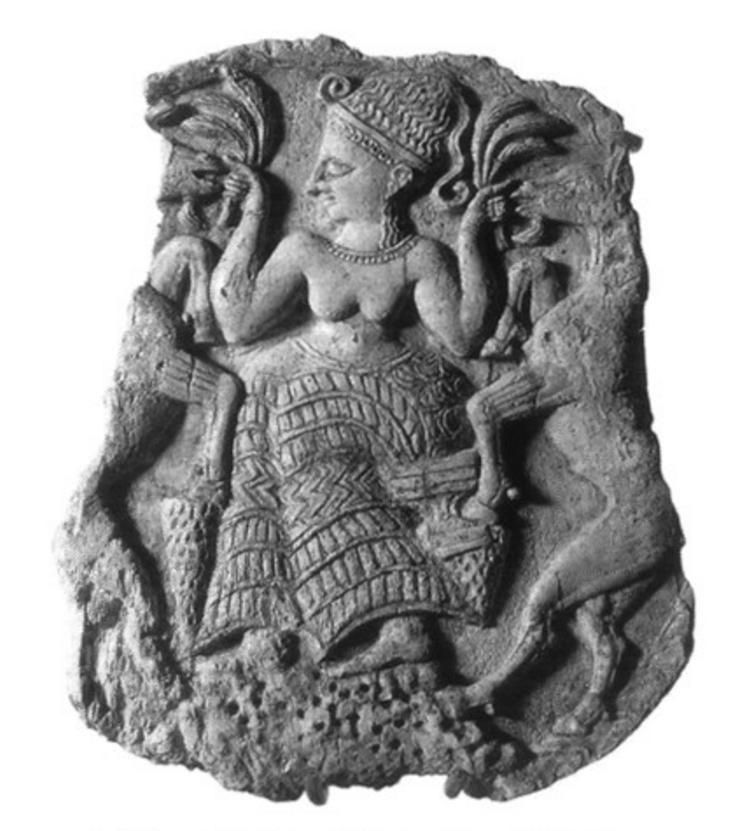
Couvercle incomplet de pyxide en ivoire d'éléphant représentant une déesse maîtresse des chèvres, vers 1250 A.C., 13,7 cm, provenant d'Ougarit, Syrie, d'influence mycénienne, musée du Louvre[92].
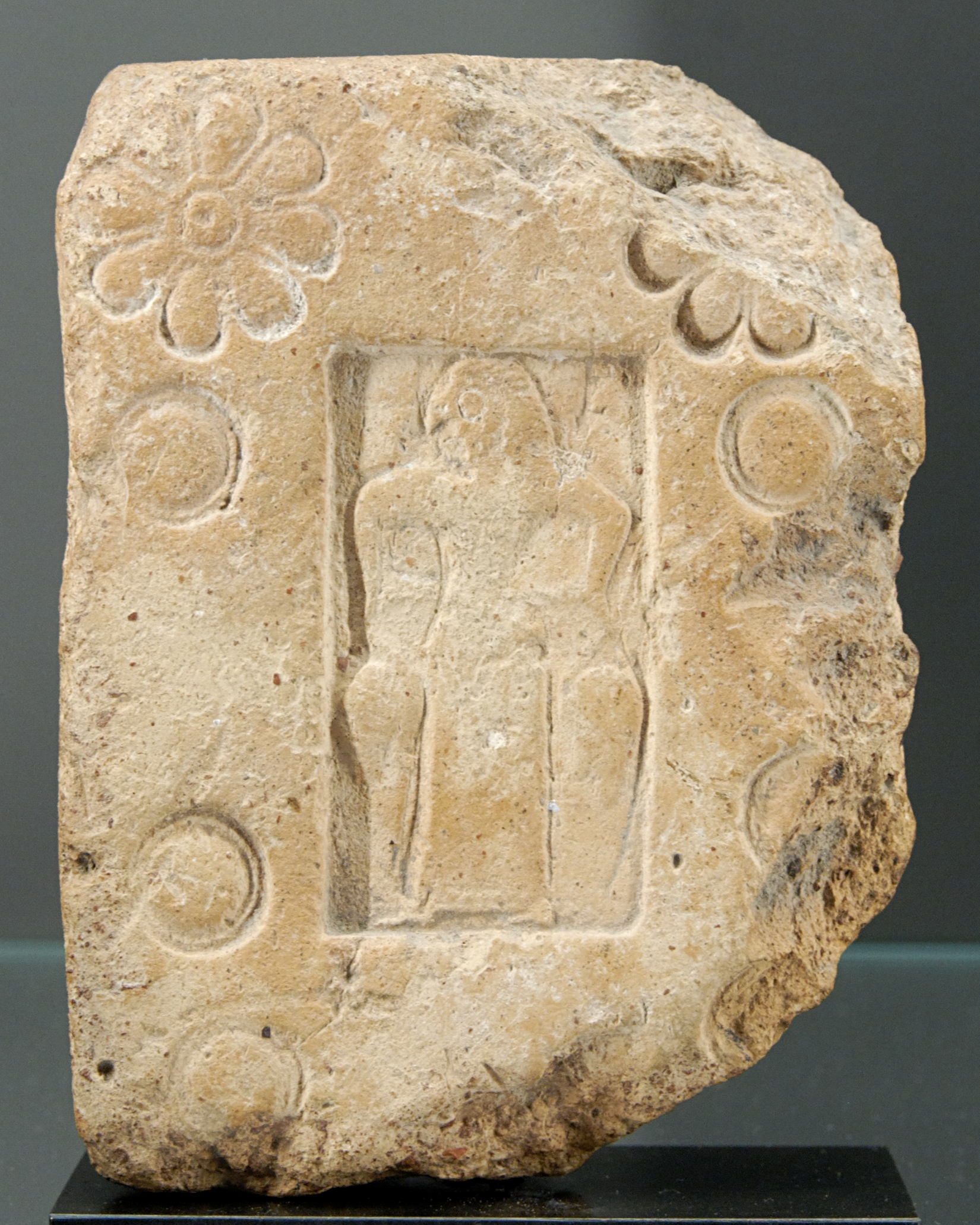
Terre cuite estampée avec un relief de maîtresse des animaux, provenant de Mycènes, vers 670 av. J.-C., Musée du Louvre.
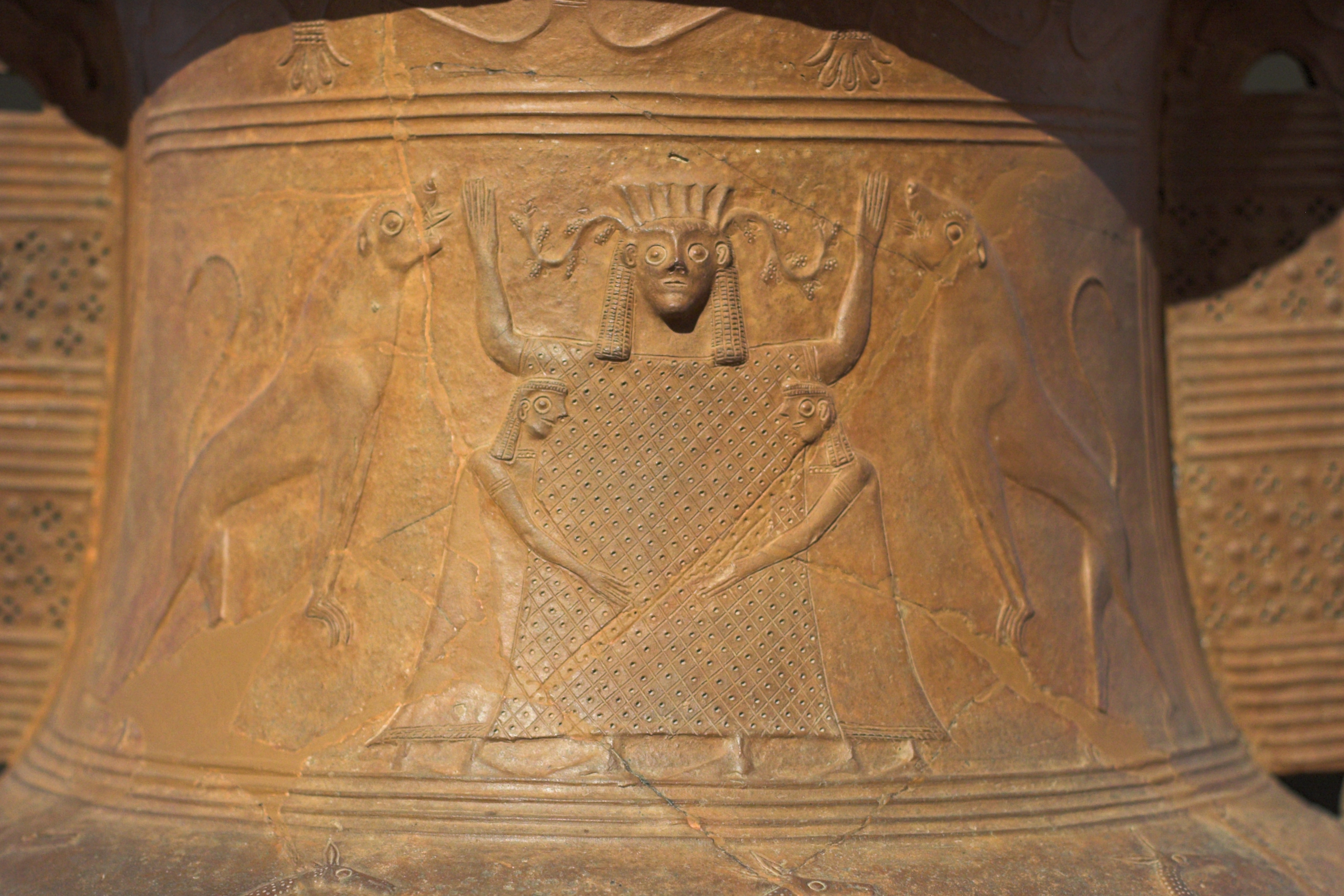
Pithos de terre-cuite figurant en relief une maîtresse des fauves, découvert à Thèbes, d'origine cycladique, vers 625-600 A.C., musée national d'Athènes.
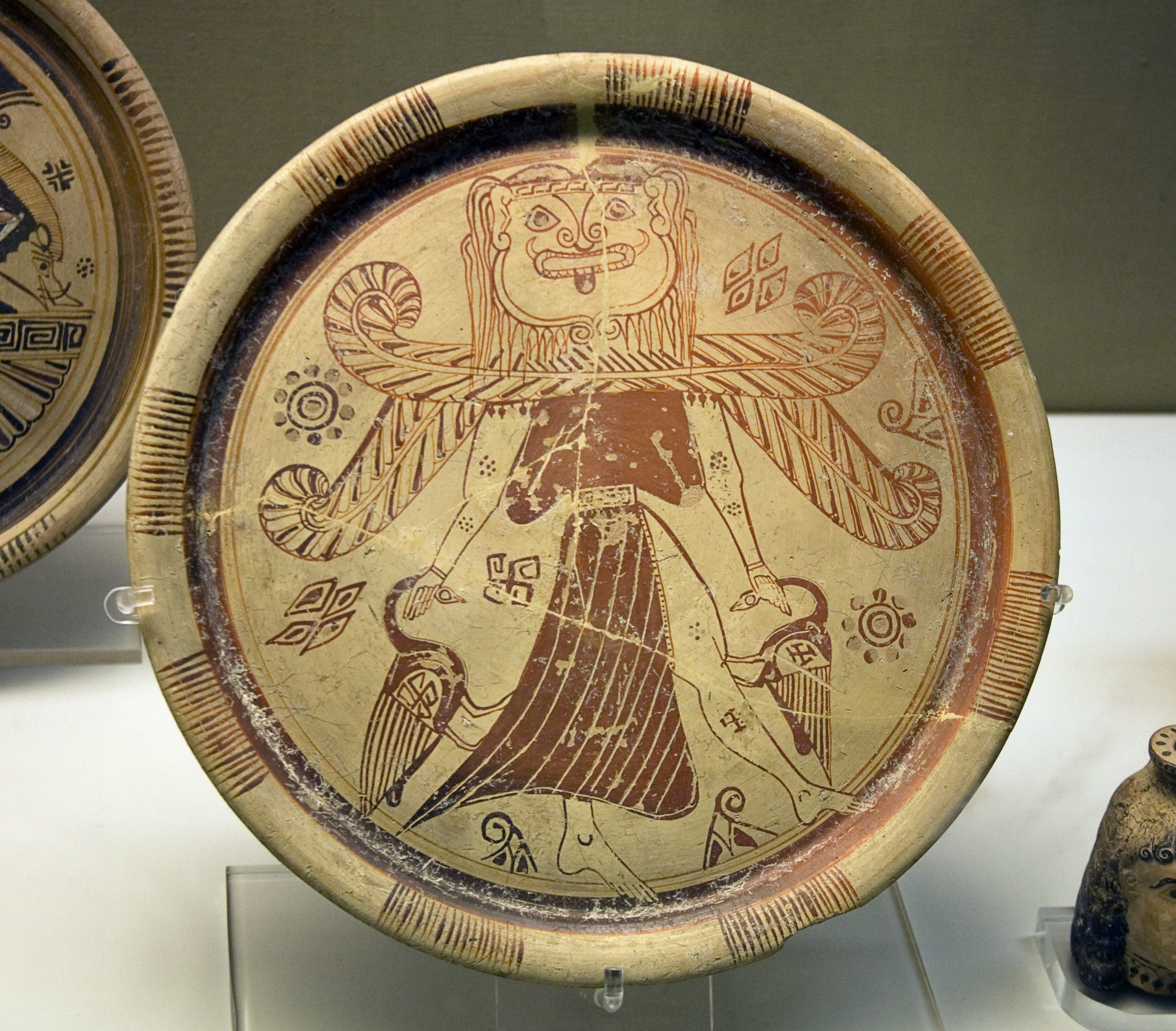
Déesse ailée à tête de Gorgone, maîtresse des oiseaux, terre cuite provenant de Cameiros à Rhodes, 600 A.C., British Museum.
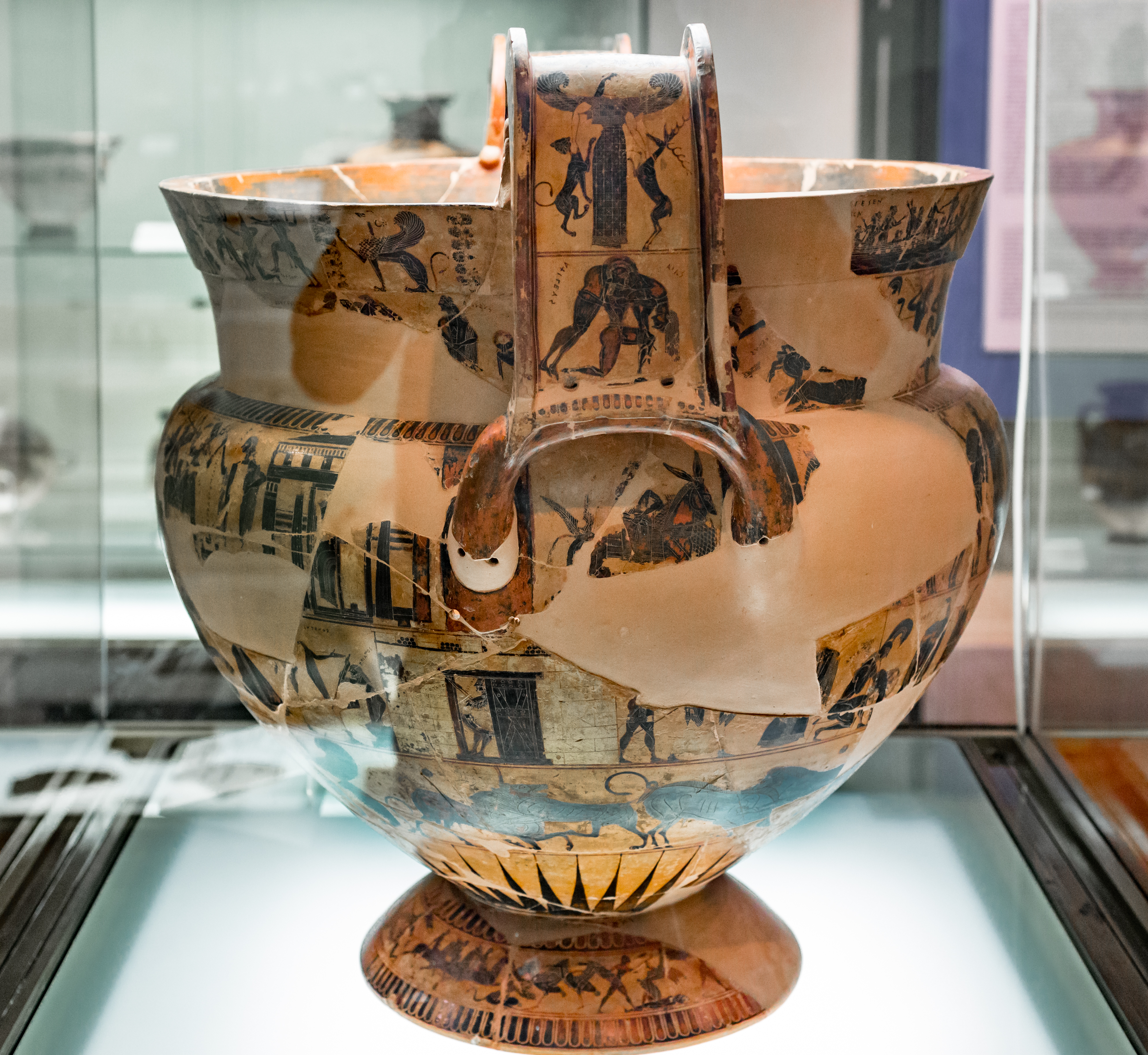
Anse du Vase François avec la Potnia, Ajax portant Achille, la Gorgone. V. 570 A.C. Cratère à volutes signé Kleitas et Ergotimos. MNArch Florence
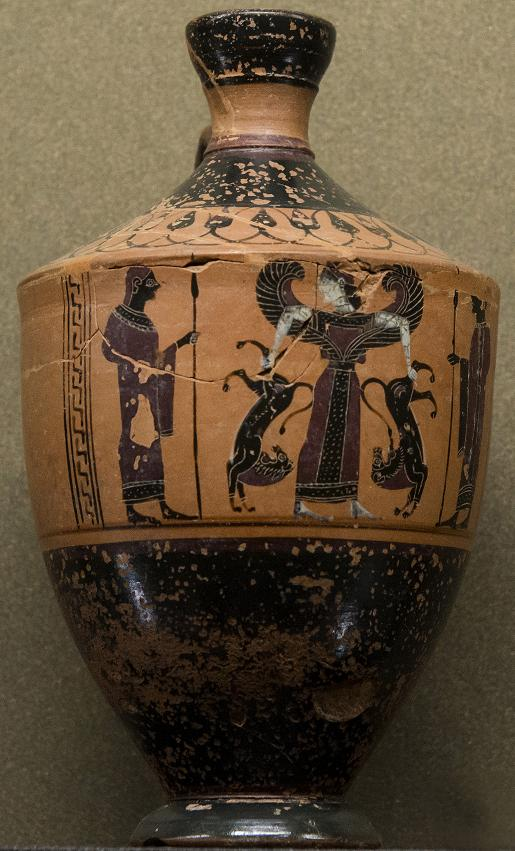
Lécythe à figures noires en céramique représentant Artémis ailée, maîtresse des fauves, des lions rugissants, par le peintre d'Amasis, vers 560-550 A.C., provenant d'Athènes, 14,4 cm × 8,4 cm, Musée du Louvre.
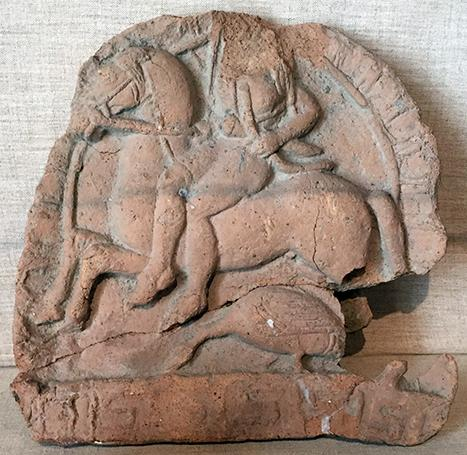
Tuile antéfixe de terre cuite figurant Diane tifatina armée de son arc chevauchant en amazone, par-dessus un oiseau, peut-être une oie, découverte en Campanie, IVe siècle A.C., Museo Archeologico Campano di Capua.
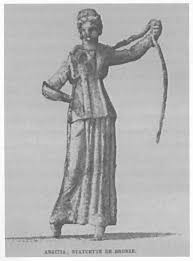
Figurine en bronze de la déesse Angitia. Lucus Angitiae, (époque d'Auguste (r.27 av.-14 ap. J.-C. ?)
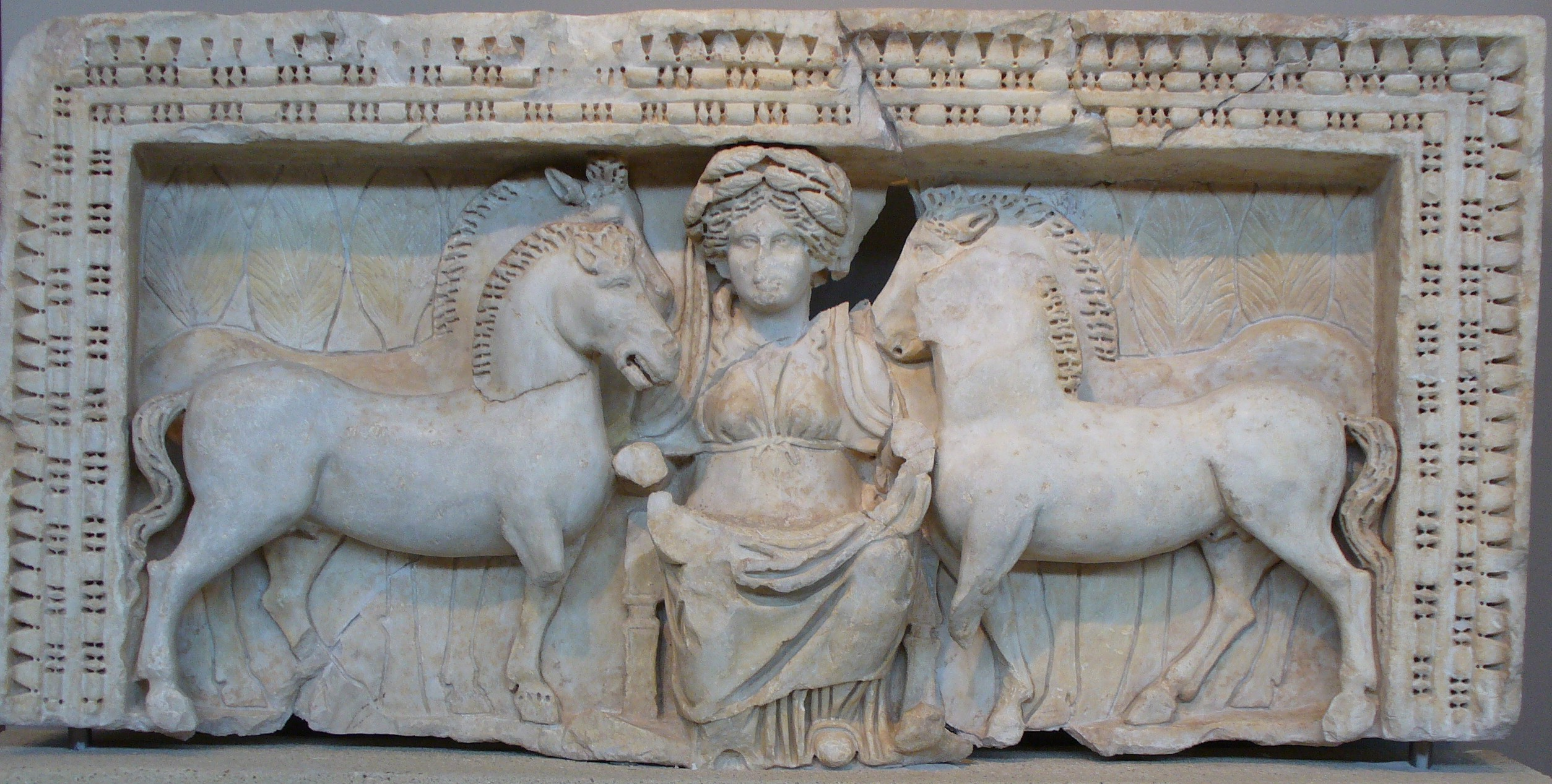
La déesse gauloise Epona représentée en maîtresse des chevaux, bas-relief découvert à Salonique, IVe siècle apr. J.-C.
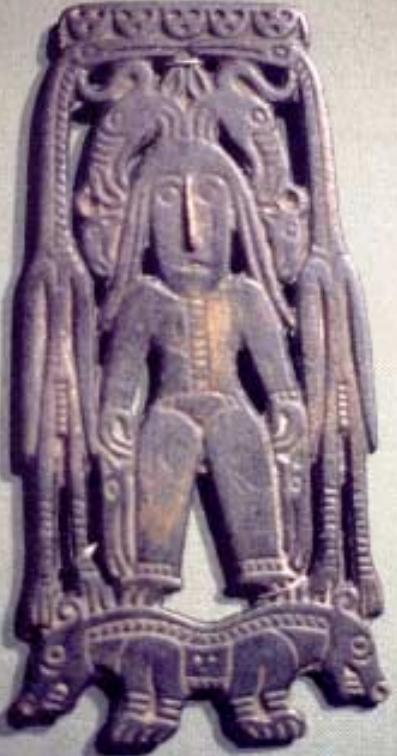
Représentation d'une maîtresse des animaux debout sur un ours à deux têtes, encadrée par des oiseaux, des élans sur la tête[96], Perm, VIIe ou VIIIe siècle apr. J.-C.
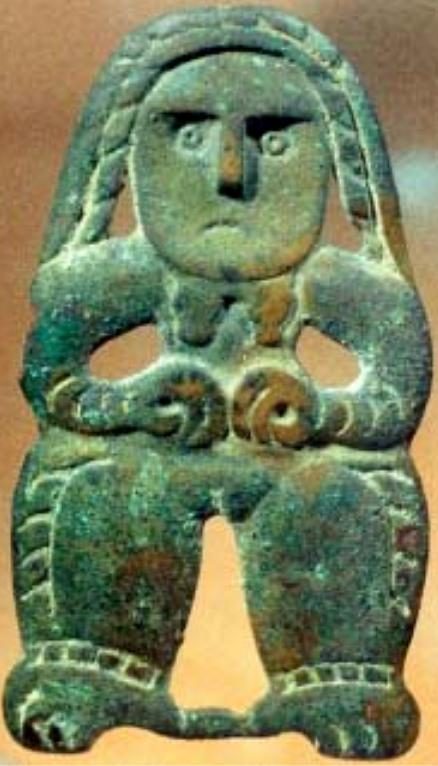
Déesse assise, maîtresse de la nature, mains en serres d'oiseaux, jambes d'ours, regard et rictus sévères[96], Perm, VIIe ou VIIIe siècle apr. J.-C.

## Analyses
La figure polyvalente de la déesse mère dont serait issue la Πότνια Θηρῶν (Pótnia Thêrỗn) grecque archaïque remonterait au paléolithique selon, entre autres, l'archéologue préhistorienne américaine Marija Gimbutas qui y suppose l'existence d'un culte religieux dans une société matriarcale.
L'anthropologue Alain Testart remet en cause l'évidence du concept d'une Déesse Mère à ces époques reculées. La présence de représentations féminines ne signifie pas automatiquement l'existence d'un culte religieux. Par ailleurs, l'hypothèse du matriarcat ne va pas non plus de soi, car dans les mythes les plus anciens, les figures divines aux caractéristiques de Déesses Mères qui y sont mises en scène comportent de nombreux aspects négatifs, ce qui pourrait avoir plutôt tendance à justifier une domination patriarcale.
Pour Christian Mazet, la Πότνια Θηρῶν (Pótnia Thêrỗn) n'existe plus en Grèce classique en tant que figure divine autonome mais est une des fonctions possibles des nombreuses divinités du polythéisme grec antique, Artémis entre autres, mais pas uniquement:

« Les représentations ioniennes de Milet et Smyrne suffisent à nuancer son identification récurrente à Artémis, héritée de la tradition homérique, et l’assimilation à une divinité spécifique résiderait dans le choix de la communauté civique et / ou dans le choix volontaire du dédicant. La Potnia Thérôn, bien plus qu’une simple image de la déesse exerçant sa maîtrise sur les forces sauvages de la nature et du monde animal, constituerait la représentation du champ d’action de la déesse, d’une parmi ses nombreuses compétences alors mise en avant par le dédicant. De la sorte, ces offrandes ne montreraient pas l’identité de la divinité, mais plutôt l’un de ses aspects, une fonction « maîtrise » qui correspondrait, non pas seulement à la déesse Artémis, mais aussi à d’autres puissances divines intervenant, chacune à leur manière, sur les forces incontrôlées de nature diverse. »